# Course sur route individuelle masculine de cyclisme sur route aux Jeux olympiques de 1912
Navigation
Athènes 1896 Anvers 1920
La course sur route individuelle masculine de cyclisme sur route, épreuve de cyclisme des Jeux olympiques de 1912, a lieu le 7 juillet 1912 à Stockholm en Suède.
Elle consiste en une course contre-la-montre de 315 km, les concurrents partant à intervalles de 2 minutes.
Pour les pays comptant au moins quatre participants, les temps de leurs quatre meilleurs coureurs lors de cette course sont additionnés afin de réaliser le classement de la course par équipes.

## Résultats
| Rang                                | Cycliste              | Pays            | Temps             |
| ----------------------------------- | --------------------- | --------------- | ----------------- |
| Médaille d'or, Jeux olympiques      | Rudolph Lewis         | Afrique du Sud  | 10 h 42 min 39 s  |
| Médaille d'argent, Jeux olympiques  | Freddie Grubb         | Grande-Bretagne | + 8 min 45 s      |
| Médaille de bronze, Jeux olympiques | Carl Schutte          | États-Unis      | + 9 min 59 s      |
| 4                                   | Leonard Meredith      | Grande-Bretagne | + 17 min 23 s     |
| 5                                   | Frank Brown           | Canada          | + 18 min 21 s     |
| 6                                   | Antti Raita           | Finlande        | + 19 min 41 s     |
| 7                                   | Erik Friborg          | Suède           | + 21 min 38 s     |
| 8                                   | Ragnar Malm           | Suède           | + 25 min 35 s     |
| 9                                   | Axel Wilhelm Persson  | Suède           | + 28 min 20 s     |
| 10                                  | Algot Lönn            | Suède           | + 29 min 23 s     |
| 11                                  | Al Loftes             | États-Unis      | + 31 min 12 s     |
| 12                                  | Alex Ekström          | Suède           | + 32 min 11 s     |
| 13                                  | Albert Krushel        | États-Unis      | + 34 min 51 s     |
| 14                                  | Birger Andreassen     | Norvège         | + 37 min 35 s     |
| 15                                  | Henrik Morén          | Suède           | + 38 min 52 s     |
| 16                                  | John Wilson           | Grande-Bretagne | + 39 min 04 s     |
| 17                                  | Walden Martin         | États-Unis      | + 41 min 16 s     |
| 18                                  | Charles Moss          | Grande-Bretagne | + 41 min 16 s     |
| 19                                  | Werner Karlsson       | Suède           | + 41 min 39 s     |
| 20                                  | Joe Kopsky            | États-Unis      | + 44 min 27 s     |
| 21                                  | Vilho Oskari Tilkanen | Finlande        | + 45 min 59 s     |
| 22                                  | Bill Hammond          | Grande-Bretagne | + 46 min 37 s     |
| 23                                  | Robert Rammer         | Autriche        | + 48 min 01 s     |
| 24                                  | Robert Thompson       | Grande-Bretagne | + 48 min 37 s     |
| 25                                  | Olaf Meyland-Smith    | Danemark        | + 49 min 45 s     |
| 26                                  | Franz Lemnitz         | Allemagne       | + 51 min 53 s     |
| 27                                  | Rudolf Baier          | Allemagne       | + 52 min 22 s     |
| 28                                  | John Becht            | États-Unis      | + 52 min 25 s     |
| 29                                  | Stanley Jones         | Grande-Bretagne | + 55 min 01 s     |
| 30                                  | Bert Gayler           | Grande-Bretagne | + 56 min 22 s     |
| 31                                  | Adolf Kofler          | Autriche        | + 56 min 53 s     |
| 32                                  | Charles Hansen        | Danemark        | + 57 min 25 s     |
| 33                                  | Oswald Rathmann       | Allemagne       | + 57 min 39 s     |
| 34                                  | Johan Kankkonen       | Finlande        | + 58 min 56 s     |
| 35                                  | Jock Miller           | Grande-Bretagne | + 1 h 01 min 22 s |
| 36                                  | Georg Warsow          | Allemagne       | + 1 h 02 min 45 s |
| 37                                  | Francis Higgins       | Grande-Bretagne | + 1 h 03 min 05 s |
| 38                                  | Arthur Gibbon         | Grande-Bretagne | + 1 h 03 min 21 s |
| 39                                  | Charlie Davey         | Grande-Bretagne | + 1 h 04 min 47 s |
| 40                                  | Joseph Racine         | France          | + 1 h 07 min 53 s |
| 41                                  | David Stevenson       | Grande-Bretagne | + 1 h 10 min 16 s |
| 42                                  | Alberto Downey        | Chili           | + 1 h 10 min 23 s |
| 43                                  | Rudolf Kramer         | Autriche        | + 1 h 10 min 33 s |
| 44                                  | Otto Männel           | Allemagne       | + 1 h 10 min 48 s |
| 45                                  | Josef Hellensteiner   | Autriche        | + 1 h 11 min 21 s |
| 46                                  | Josef Zilker          | Autriche        | + 1 h 11 min 59 s |
| 47                                  | Paul Henrichsen       | Norvège         | + 1 h 12 min 44 s |
| 48                                  | Johannes Reinwaldt    | Danemark        | + 1 h 14 min 41 s |
| 49                                  | Charles Hill          | Grande-Bretagne | + 1 h 15 min 17 s |
| 50                                  | André Capelle         | France          | + 1 h 17 min 09 s |
| 51                                  | Gunnar Björk          | Suède           | + 1 h 18 min 10 s |
| 52                                  | Alois Wacha           | Autriche        | + 1 h 18 min 33 s |
| 53                                  | Godtfred Olsen        | Danemark        | + 1 h 23 min 39 s |
| 54                                  | Jesse Pike            | États-Unis      | + 1 h 23 min 42 s |
| 55                                  | Wilhelm Rabe          | Allemagne       | + 1 h 24 min 16 s |
| 56                                  | Jerome Steinert       | États-Unis      | + 1 h 25 min 53 s |
| 57                                  | Josef Rieder          | Allemagne       | + 1 h 29 min 53 s |
| 58                                  | Cárlos Koller         | Chili           | + 1 h 31 min 10 s |
| 59                                  | Ernest Merlin         | Grande-Bretagne | + 1 h 33 min 29 s |
| 60                                  | Andrejs Apsītis       | Russie          | + 1 h 35 min 41 s |
| 61                                  | Martin Koch           | Allemagne       | + 1 h 35 min 43 s |
| 62                                  | Robert Birker         | Allemagne       | + 1 h 36 min 48 s |
| 63                                  | Bohumil Rameš         | Bohême          | + 1 h 37 min 33 s |
| 64                                  | René Gagnet           | France          | + 1 h 37 min 53 s |
| 65                                  | Anton Hansen          | Norvège         | + 1 h 38 min 44 s |
| 66                                  | Hjalmar Väre          | Finlande        | + 1 h 38 min 50 s |
| 67                                  | Michael Walker        | Grande-Bretagne | + 1 h 45 min 10 s |
| 68                                  | James Stevenson       | Grande-Bretagne | + 1 h 45 min 11 s |
| 69                                  | Arturo Friedemann     | Chili           | + 1 h 45 min 41 s |
| 70                                  | Frank Meissner        | États-Unis      | + 1 h 46 min 30 s |
| 71                                  | Francis Guy           | Grande-Bretagne | + 1 h 49 min 40 s |
| 72                                  | Valdemar Nielsen      | Danemark        | + 1 h 50 min 30 s |
| 73                                  | István Müller         | Hongrie         | + 1 h 56 min 49 s |
| 74                                  | José Torres           | Chili           | + 1 h 57 min 00 s |
| 75                                  | János Henzsel         | Hongrie         | + 1 h 59 min 37 s |
| 76                                  | Hermann Smiel         | Allemagne       | + 2 h 06 min 22 s |
| 77                                  | Gyula Mazur           | Hongrie         | + 2 h 08 min 16 s |
| 78                                  | George Watson         | Canada          | + 2 h 09 min 43 s |
| 79                                  | Carl Lüthje           | Allemagne       | + 2 h 17 min 52 s |
| 80                                  | Ralph Mecredy         | Grande-Bretagne | + 2 h 21 min 00 s |
| 81                                  | John Walker (en)      | Grande-Bretagne | + 2 h 33 min 11 s |
| 82                                  | Matthew Walsh         | Grande-Bretagne | + 2 h 48 min 38 s |
| 83                                  | Georges Valentin      | France          | + 2 h 51 min 20 s |
| 84                                  | Ignác Teiszenberger   | Hongrie         | + 2 h 55 min 56 s |
| 85                                  | Bernhard Doyle        | Grande-Bretagne | + 2 h 59 min 32 s |
| 86                                  | George Corsar         | Grande-Bretagne | + 3 h 08 min 43 s |
| 87                                  | Václav Tintěra        | Bohême          | + 3 h 27 min 55 s |
| 88                                  | Bohumil Kubrycht      | Bohême          | + 3 h 28 min 42 s |
| 89                                  | Étienne Chéret        | France          | + 3 h 32 min 39 s |
| 90                                  | Arthur Griffiths      | Grande-Bretagne | + 3 h 32 min 45 s |
| 91                                  | Gaston Alancourt      | France          | + 3 h 41 min 20 s |
| 92                                  | Pierre Peinaud        | France          | + 4 h 07 min 20 s |
| 93                                  | André Lepère          | France          | + 4 h 20 min 39 s |
| 94                                  | Alexis Michiels       | France          | + 4 h 33 min 20 s |
| -                                   | Fyodor Borisov        | Russie          | abandon           |
| -                                   | Károly Teppert        | Hongrie         | abandon           |
| -                                   | Hans Olsen            | Danemark        | abandon           |
| -                                   | Carl Olsen            | Norvège         | abandon           |
| -                                   | Augusts Kepke         | Russie          | abandon           |
| -                                   | Jānis Prātnieks       | Russie          | abandon           |
| -                                   | Valdemar Nielsen      | Danemark        | abandon           |
| -                                   | Jan Vokoun            | Bohême          | abandon           |
| -                                   | Edgars Rihters        | Russie          | abandon           |
| -                                   | Carl Lundquist        | Suède           | abandon           |
| -                                   | Arvid Pettersson      | Suède           | abandon           |
| -                                   | Fridrihs Bošs         | Russie          | abandon           |
| -                                   | John Kirk             | Grande-Bretagne | abandon           |
| -                                   | Karl Gulbrandsen      | Norvège         | abandon           |
| -                                   | Jēkabs Bukse          | Russie          | abandon           |
| -                                   | Martin Sæterhaug      | Norvège         | abandon           |
| -                                   | Hjalmar Levin         | Suède           | abandon           |
| -                                   | Otto Jensen           | Danemark        | abandon           |
| -                                   | Jean Patou            | Belgique        | abandon           |
| -                                   | Sergej Pesteryev      | Russie          | abandon           |
| -                                   | Jacques Marcault      | France          | abandon           |
| -                                   | Jānis Līvens          | Russie          | abandon           |
| -                                   | Louis Bès             | France          | abandon           |
| -                                   | René Rillon           | France          | abandon           |
| -                                   | Arthur Stokes         | Grande-Bretagne | abandon           |
| -                                   | Kārlis Kepke          | Russie          | abandon           |
| -                                   | František Kundert     | Bohême          | abandon           |
| -                                   | Juho Jaakonaho        | Finlande        | abandon           |
| -                                   | Josef Landsberg       | Suède           | abandon           |